# Бонч-Богдановский, Александр Михайлович
Александр Михайлович Бонч-Богдановский (1872—1932) — генерал-майор русской императорской армии; участник Первой мировой войны; кавалер ордена Св. Георгия 4-й степени и Георгиевского оружия. После Октябрьской революции вступил в ряды Красной армии. Репрессирован в 1930 году. 

## Биография
Принадлежал к польскому дворянскому роду герба Боньча. Родился 13 (25) февраля 1872 года в Могилёве в семье титулярного советника православного вероисповедания. Рано осиротев, был зачислен в Гатчинский сиротский институт императора Николая I (где уже учился старший брат Иосиф), после окончания которого поступил 22 сентября 1890 года юнкером в Николаевское инженерное училище. Из училища был выпущен 7 августа 1893 года с производством в подпоручики, со старшинством с 5 августа 1891 года, в Варшавскую крепостную сапёрную роту. Был произведён в поручики со старшинством с 5 августа 1895 года.
В 1898 году окончил Николаевскую инженерную академию по 1-му разряду и 17 мая 1898 года «за отличные успехи в науках» произведён в штабс-капитаны с переводом в военные инженеры; 9 апреля 1900 года произведён в капитаны. Занимал должности обер-офицера инженерной дистанции, а с 16 октября 1902 года — исправляющего должность помощника начальника Чарджуйской инженерной дистанции; 28 марта 1904 года произведён в подполковники и 24 августа того же года назначен на должность штаб-офицера для поручений окружного управления военных сообщений Маньчжурской армии. С 1 июля 1906 года был назначен штаб-офицером для делопроизводства и поручений при управлении начальника военных сообщений тыла войск Дальнего Востока, а 1 сентября 1906 года — начальником военных сообщений тыла войск Дальнего Востока. После расформирования управления некоторое время состоял за штатом, а 2 июня 1907 года назначен начальником штаба Туркестанской железнодорожной бригады с зачислением по железнодорожным войскам; 1 января 1909 года «за отличие по службе» пожалован чином полковника, со старшинством с 28 октября 1908 года. В следующем году, 22 июля 1910 года был назначен командиром 2-го железнодорожного батальона, а 8 декабря 1912 года переведён в 104-й пехотный Устюжский полк помощником командира полка.
В рядах Устюжского полка принял участие в Первой мировой войне и уже 29 августа 1914 года отличился в бою, за что приказом командующего 1-й армией, Высочайше утверждённым 18 марта 1915 года, пожалован Георгиевским оружием. Получив в январе 1915 года под временную команду 220-й пехотный Скопинский полк (Высочайший приказ о назначении командиром полка вышел 24 февраля), отличился при сдерживании наступления немецких войск в конце января, за что приказом командующего 4-й армией, Высочайше утверждённым 20 августа 1916 года, удостоен ордена Св. Георгия 4-й степени; 16 апреля 1916 года «за отличие в делах против неприятеля» произведён в генерал-майоры, со старшинством с 4 августа 1915 года, с оставлением командующим полком. С 2 сентября 1916 года был назначен командиром бригады 51-й пехотной дивизии, но уже 19 сентября того же года назначен командиром бригады 55-й пехотной дивизии, 18 апреля 1917 года назначен командующим 27-й пехотной дивизией. После Октябрьской революции перешёл на службу в Красную армию, но вскоре уволен в отставку.
В конце 1920-х годов жил в Москве, работал помощником начальника строительства Мытищинского завода № 8. Был арестован 22 июня 1930 года по обвинению в контрреволюционной агитации и пропаганде и 17 сентября того же года приговорён к 10 годам исправительно-трудовых лагерей. Реабилитирован 27 марта 1989 года.
По некоторым данным, умер в 1932 году и похоронен на Смоленском православном кладбище Санкт-Петербурга.
Был женат и имел несколько детей, в том числе дочерей Анну и Марию, арестованных в 1930 году вместе с отцом.

## Награды
Александр Михайлович Бонч-Богдановский был пожалован следующими наградами:
- орден Святого Георгия 4-й степени (Высочайший приказ от 20 августа 1916)
— «за то, что в боях 18—24-го января 1915 года у д. Гумина, командуя полком, несмотря на потерю соседними с ним частями своих позиций и отход этих частей из района д. Гумина, продолжил упорно удерживать своим полком, под жестоким и длительным огнем немецкой артиллерии, занимаемые им позиции, доблестно отбивал все яростные атаки противника не только с фронта, но и с фланга. Своими настойчивыми действиями, являясь душою обороны, не только способствовал удержанию наших позиций, но вынудил противника очистить занятые им участки наших позиций, примыкавшие с обеих сторон к названному полку»[9];
- Георгиевское оружие (Высочайший приказ от 18 марта 1915)
— «за то, что в бою у д. Кл.-Бейнунен 29 августа 1914 года, находясь в цепи под действительным огнем противника, личным примером довел вверенные ему части полка до удара в штыки, чем заставил противника отступить»[8];
- орден Святого Владимира 3-й степени с мечами (Высочайший приказ от 23 октября 1915);
- орден Святого Владимира 4-й степени (Высочайший приказ от 13 мая 1907);
- орден Святого Станислава 2-й степени (Высочайший приказ от 3 сентября 1906);
- орден Святой Анны 3-й степени (1905);
- орден Святого Станислава 3-й степени (1903)[10];
- орден Золотой звезды 3-й степени (Бухара, 1902)[10].